# Oncopsis tenuifoliae
Oncopsis tenuifoliae är en insektsart som beskrevs av Hamilton 1983. Oncopsis tenuifoliae ingår i släktet Oncopsis och familjen dvärgstritar. Inga underarter finns listade i Catalogue of Life.